# Pablo Silva
Pablo Silva, vollständiger Name Pablo Martín Silva Silva, (* 6. November 1984 in Montevideo) ist ein uruguayischer Fußballspieler.

## Karriere
Der 1,79 Meter große Offensivakteur Silva stand zu Beginn seiner Karriere im Jahr 2004 in Reihen von Villa Española. In den beiden Folgejahren war er Spieler des Club Atlético Rentistas, für den er in der Saison 2005 in drei, sowie in den Spielzeiten 2005/06 bzw. 2006/07 in 15 bzw. in zwei Partien der Primera División auflief. Lediglich in der erstgenannten Saison erzielte er einen Treffer. In der Apertura 2008 war er für Huracán Buceo aktiv. In der ersten Jahreshälfte 2009 gehörte er dem Kader des paraguayischen Vereins Nikkei Bellmare an. Im Juli 2009 verpflichtete ihn der uruguayische Zweitligist Boston River, für den er bis Ende Juli 2011 spielte. In der Saison 2010/11 kam er dort sechsmal in der Segunda División zum Einsatz und schoss zwei Tore. In der Spielzeit 2011/12 war Deportivo Maldonado sein Arbeitgeber. Neun Tore bei 21 Zweitligaeinsätzen stehen bei den Südosturuguayern für ihn zu Buche. Anfang September 2012 wechselte er zu Sud América. Im September 2013 kehrte er zu Villa Española zurück. Ab Juli 2014 setzte er seine Karriere in Argentinien beim Club Atlético Trinidad fort. Rund ein Jahr später schloss er sich abermals Villa Española an. In der Aufstiegssaison 2015/16 trug er mit vier Treffer bei 14 Zweitligaeinsätzen zum Mannschaftserfolg bei. Während der Saison 2016 wurde er 13-mal in der höchsten uruguayischen Spielklasse eingesetzt und schoss acht Tore. Anfang Januar 2017 wechselte er nach dem Abstieg seines bisherigen Arbeitgebers zu CSD Comunicaciones. Für die Mannschaft des Klubs aus Guatemala bestritt er bislang (Stand: 12. Februar 2017) fünf Ligaspiele und traf zweimal ins gegnerische Tor.